# Circonscription Sud-Est
La circonscription Sud-Est était, antérieurement à la Loi n°2018-509, une circonscription électorale française pour les élections européennes. Créée en 2003, elle regroupait trois régions d'alors : la Corse, la Provence-Alpes-Côte-d'Azur et la région Rhône-Alpes. Elle comptait 6 200 941 électeurs inscrits en 2009.
La circonscription Sud-Est élisait treize députés au Parlement européen.

## Données démographiques
- Population légale 2006[1] : 11 368 838, répartis comme suit :
  - Corse : 299 552
  - Provence-Alpes-Côte d'Azur : 4 896 850
  - Rhône-Alpes : 6 172 436

## Élections européennes de 2004

### Résultats et élus
| Liste conduite par     | Parti     | Voix    | %       | Sièges |
| ---------------------- | --------- | ------- | ------- | ------ |
| Michel Rocard          | PS        | 791 871 | 28,62 % | 4      |
| Françoise Grossetête   | UMP       | 490 049 | 17,71 % | 3      |
| Jean-Marie Le Pen      | FN        | 336 899 | 12,18 % | 2      |
| Thierry Cornillet      | UDF       | 326 796 | 11,81 % | 2      |
| Jean-Luc Bennahmias    | Les Verts | 221 332 | 8,00 %  | 1      |
| Patrick Louis          | MPF       | 170 074 | 6,15 %  | 1      |
| Manuela Gomez          | PCF       | 140 097 | 5,06 %  | 0      |
| Roseline Vachetta      | LCR       | 65 630  | 2,37 %  | 0      |
| Jean-Charles Marchiani | RPFIE     | 60 124  | 2,17 %  | 0      |
| Aline Vidal-Daumas     | CPNT      | 49 871  | 1,80 %  | 0      |
| Jean-Marc Governatori  | FEA       | 45 314  | 1,64 %  | 0      |
| Véronique Delage       | RCF       | 24 949  | 0,87 %  | 0      |
| Alain Vauzelle         | MNR       | 18 437  | 0,67 %  | 0      |
| Odile Mirguet          | PT        | 16 635  | 0,60 %  | 0      |
| Candidats divers       | Divers    | 9 229   | 0,33 %  | 0      |

| Parti     | Nom                    | Groupe au Parlement        |
| --------- | ---------------------- | -------------------------- |
| PS        | Michel Rocard          | PSE                        |
| PS        | Martine Roure          | PSE                        |
| PS        | Guy Bono               | PSE                        |
| PS        | Marie-Arlette Carlotti | PSE                        |
| UMP       | Françoise Grossetête   | PPE-DE                     |
| UMP       | Ari Vatanen            | PPE-DE                     |
| UMP       | Dominique Vlasto       | PPE-DE                     |
| UDF       | Thierry Cornillet      | ADLE                       |
| UDF       | Claire Gibault         | ADLE                       |
| FN        | Jean-Marie Le Pen      | Non-inscrit (ITS en 2007)  |
| FN        | Lydia Schénardi        | Non-inscrite (ITS en 2007) |
| MPF       | Patrick Louis          | IND/DEM                    |
| Les Verts | Jean-Luc Bennahmias    | Verts/ALE                  |

*en gras les têtes de liste 

Source : ministère de l'Intérieur.

## Élections européennes de 2009

### Résultats
21 listes ont été déposées, les résultats sont les suivants :
|                | Nombre    | % Inscrits | % Votants |
| -------------- | --------- | ---------- | --------- |
| Inscrits       | 7 679 850 | 100,00     |           |
| Abstentions    | 4 635 847 | 60,36      |           |
| Votants        | 3 044 003 | 39,64      |           |
| Blancs ou nuls | 104 364   | 1,36       | 3,43      |
| Exprimés       | 2 939 639 | 38,28      | 96,57     |

| Liste conduite par      | Parti                                       | Voix    | % exprimés | Sièges |
| ----------------------- | ------------------------------------------- | ------- | ---------- | ------ |
| Françoise Grossetête    | Majorité présidentielle                     | 862 556 | 29,34      | 5      |
| Michèle Rivasi          | Europe Écologie                             | 537 151 | 18,27      | 3      |
| Vincent Peillon         | Parti socialiste                            | 426 043 | 14,49      | 2      |
| Jean-Marie Le Pen       | Front national                              | 249 695 | 8,49       | 1      |
| Jean-Luc Bennahmias     | Mouvement démocrate                         | 216 630 | 7,37       | 1      |
| Marie-Christine Vergiat | Front de gauche                             | 173 576 | 5,90       | 1      |
| Raoul-Marc Jennar       | Nouveau Parti anticapitaliste               | 127 420 | 4,33       | 0      |
| Patrick Louis           | Libertas                                    | 126 219 | 4,29       | 0      |
| Francis Lalanne         | Alliance écologiste indépendante            | 110 109 | 3,75       | 0      |
| Michèle Vianès          | Debout la République                        | 58 394  | 1,99       | 0      |
| Nathalie Arthaud        | Lutte ouvrière                              | 24 727  | 0,84       | 0      |
| Victor-Hugo Espinosa    | Résistances                                 | 14 521  | 0,49       | 0      |
| Christian Garino        | Europe Démocratie Espéranto                 | 4 286   | 0,15       | 0      |
| Matthieu Chauvin        | Solidarité - Liberté, justice et paix       | 4 270   | 0,15       | 0      |
| Annie Vital             | Europe Décroissance                         | 1 110   | 0,04       | 0      |
| Jacques Gautron         | Alternative libérale                        | 626     | 0,02       | 0      |
| Jérôme Médeville        | Union des Gens                              | 617     | 0,02       | 0      |
| Dominique Hamel         | Alliance royale                             | 606     | 0,02       | 0      |
| Christophe Ricerchi     | Communistes                                 | 593     | 0,02       | 0      |
| Daniel Dufreney         | Centre national des indépendants et paysans | 354     | 0,01       | 0      |
| Philippe Bariol         | Parti humaniste                             | 136     | 0,00       | 0      |

### Élus
| Nom                                                                   | Parti/liste     | Groupe parlementaire européen |
| --------------------------------------------------------------------- | --------------- | ----------------------------- |
| Jean-Luc Bennahmias                                                   | MoDem           | ADLE                          |
| Jean-Marie Le Pen                                                     | Front national  | Non-inscrits                  |
| Michèle Rivasi                                                        | Europe Écologie | Verts/ALE                     |
| François Alfonsi                                                      | Europe Écologie | Verts/ALE                     |
| Malika Benarab-Attou                                                  | Europe Écologie | Verts/ALE                     |
| Françoise Grossetête                                                  | UMP             | PPE                           |
| Damien Abad                                                           | Nouveau Centre  | PPE                           |
| Dominique Vlasto                                                      | UMP             | PPE                           |
| Gaston Franco                                                         | UMP             | PPE                           |
| Michel Dantin remplace Nora Berra, nommée secrétaire d'État aux Aînés | UMP             | PPE                           |
| Marie-Christine Vergiat                                               | FDG             | GUE/NLG                       |
| Vincent Peillon                                                       | PS              | S&D                           |
| Sylvie Guillaume                                                      | PS              | S&D                           |

## Élections européennes de 2014
Les 23 listes sont présentées dans l'ordre indiqué par le ministère de l'Intérieur.
| Liste                                                                                          | Tête de liste 2e sur la liste              | Parti | Parti                                                    | Candidats "notables" |
| ---------------------------------------------------------------------------------------------- | ------------------------------------------ | ----- | -------------------------------------------------------- | -------------------- |
| « Pour la France, agir en Europe avec Renaud Muselier » Union pour un mouvement populaire      | Renaud Muselier Françoise Grossetête       |       | UMP                                                      |                      |
| « Féministes pour une Europe solidaire »                                                       | Élisabeth Salvaresi Rafig Gharbi           |       |                                                          |                      |
| « Espéranto langue commune équitable pour l'Europe » Europe Démocratie Espéranto               | Monique Arnaud Pierre Grollemund           |       | Europe Démocratie Espéranto                              |                      |
| « Parti pirate Sud-Est » Parti pirate                                                          | Valérie Dagrain Boris Alcaraz              |       | Parti pirate                                             |                      |
| « Communistes »                                                                                | Christophe Ricerchi Michelle Desnoyers     |       | Communistes                                              |                      |
| « Démocratie réelle »                                                                          | Éric Sanson Patricia Mourniac              |       | Démocratie réelle                                        |                      |
| « Europe Écologie » Europe Écologie Les Verts                                                  | Michèle Rivasi Karim Zéribi                |       | EELV                                                     |                      |
| « Une France royale au cœur de l’Europe » Alliance royale                                      | Emmanuel Guigon Catherine Andre            |       | Alliance royale                                          |                      |
| « Régions et peuples solidaires »                                                              | François Alfonsi Anne-Marie Hautant        |       | Régions et peuples solidaires (Parti de la nation corse) |                      |
| « Pour une Europe utile aux Français »                                                         | Aurélien Michel Chinda Bandhavong          |       |                                                          |                      |
| « Alliance écologiste indépendante »                                                           | Valérie Mira Jérôme Boetti di Castano      |       | Alliance écologiste indépendante                         |                      |
| « Lutte ouvrière - Faire entendre le camp des travailleurs »                                   | Chantal Gomez François Roche               |       | Lutte ouvrière                                           |                      |
| « Front national »                                                                             | Jean-Marie Le Pen Marie-Christine Arnautu  |       | FN                                                       | Bruno Gollnisch      |
| « Force Vie »                                                                                  | Jean-Marie Mure-Ravaud Géraldine Niclausse |       | Force Vie                                                |                      |
| « L'Europe de la Finance, ça suffit ! Place au peuple ! » Front de gauche »                    | Marie-Christine Vergiat Éric Coquerel      |       | FG                                                       |                      |
| « Parti fédéraliste européen »                                                                 | Alain Malégarie Catherine Guibourg         |       | Parti fédéraliste européen                               |                      |
| « UPR Sud-Est » Union populaire républicaine                                                   | Daniel Romani Anne-Claire Magniez          |       | Union populaire républicaine                             |                      |
| « Nouvelle Donne »                                                                             | Jean-Baptiste Coutelis Véronique Lacoste   |       | Nouvelle Donne                                           |                      |
| « UDI-MoDem les Européennes. Liste soutenue par François Bayrou et Jean-Louis Borloo »         | Sylvie Goulard Thierry Cornillet           |       | MoDem                                                    | Childéric Muller     |
| « Mayaud hors bords »                                                                          | Christophe Mayaud Ouarda Belhamel          |       |                                                          |                      |
| « Nous Citoyens »                                                                              | Bertrand Lescure Blandine de Suremain      |       | Nous Citoyens                                            |                      |
| « Debout la France ! ni système, ni extrêmes avec Nicolas Dupont-Aignan » Debout la République | Gerbert Rambaud Rachel Roussel             |       | DLR                                                      |                      |
| « Choisir notre Europe » Parti socialiste-Parti radical de gauche                              | Vincent Peillon Sylvie Guillaume           |       | PS                                                       | Zaki Laïdi           |